# 印度—英国关系
印度－英国关系，是指印度共和國和大不列顛及北愛爾蘭聯合王國之間的雙邊關係。印度在英国倫敦設有高級專員公署，亦在伯明翰和愛丁堡設有總領事館。英國在新德里設高級專員公署，又在五個印度城市（即孟買、欽奈、班加羅爾、海得拉巴和加爾各答）設有副高級專員公署。這兩個國家都是英聯邦的正式成員。自1947年，兩國關係一直友好。英国首相戴維·卡梅倫在2010年曾描述印度和英国的關係是“新興的特殊關係”。
印度和英國主要是通過多邊合作組織（如英聯邦、世界貿易組織、亞洲開發銀行等）在政治上合作。歷史上有三名印度總統曾國事訪問英國，包括薩瓦帕利·拉達克里希南、拉馬斯瓦米·文卡塔拉曼及普拉蒂巴·帕蒂爾； 
英國女王伊麗莎白二世曾在1963年11月、1990年4月和1997年10月國事訪問印度。法國外交家马克福曾指印度是英國在亞洲政治和戰略的關鍵，兩國亦有著共同的價值觀。
因为印度曾是大英帝国最重要的一部分，且英印同为英联邦成员，因此英国与印度关系密切，自印度獨立後，兩國一直關係良好。

## 經貿關係
印度是英國的第三大外國投資者，英國也是印度重要的投資者。兩國外長曾簽署一份諒解備忘錄，以鼓勵官方和非官方經貿夥伴關係的發展。

## 文化關係
英語是印度的官方語言之一，而在英國流行的板球是印度最流行的運動之一；在英國，印度菜非常受歡迎，英國進口的大部分茶葉來自印度，英語中也有許多來自印度語言的詞語。英國有超過160萬的印度裔人口。

## 軍事關係
英国和印度兩国在於1995年成立的國防協商小組下合作，兩国舉行聯合軍演，又合作應對恐怖主義，亦有協作研究國防設備與民用核技術；英國支持印度成為聯合國安理會常任理事國之一。但因印度是不結盟運動成員，而英國是北大西洋公約組織成員，兩國不會成為軍事同盟。